# Eparchia narewska
Eparchia narewska – jedna z dwóch eparchii Estońskiego Kościoła Prawosławnego, z siedzibą w Narwie. Jej obecnym ordynariuszem jest biskup narewski i priczudzki Łazarz (Gurkin), zaś funkcję katedry pełni sobór Zmartwychwstania Pańskiego w Narwie.
Eparchia została erygowana decyzją Świętego Synodu Rosyjskiego Kościoła Prawosławnego w dniu 30 maja 2011, na wniosek metropolity tallińskiego Korneliusza. Objęła wydzielone z eparchii tallińskiej terytorium: miasto Narwę, gminy Illuka, Vaivara, Alajõe, Iisaku, Tudulinna, Lohusuu, Torma, Kasepää, Pala oraz Alatskivi. Jej pierwszym ordynariuszem został biskup Łazarz (Gurkin), dotąd biskup pomocniczy eparchii tallińskiej noszący tytuł biskupa narewskiego.

## Parafie
W skład eparchii wchodzi 14 parafii:
- Parafia Narodzenia Matki Bożej w Alajõe
  - Cerkiew Narodzenia Matki Bożej w Alajõe
- Parafia św. Mikołaja w Jaamie
  - Cerkiew św. Mikołaja w Jaamie
- Parafia Podwyższenia Krzyża Pańskiego w Jõgevie
  - Cerkiew Podwyższenia Krzyża Pańskiego w Jõgevie
- Parafia Objawienia Pańskiego w Lohusuu
  - Cerkiew Objawienia Pańskiego w Lohusuu
- Parafia św. Mikołaja Cudotwórcy w Mustvee
  - Cerkiew św. Mikołaja Cudotwórcy w Mustvee
- Parafia Dwunastu Apostołów w Narwie
  - Cerkiew Dwunastu Apostołów w Narwie
- Parafia Narewskiej Ikony Matki Bożej w Narwie
  - Cerkiew Narewskiej Ikony Matki Bożej w Narwie
- Parafia Świętych Cyryla i Metodego w Narwie
  - Cerkiew Świętych Cyryla i Metodego w Narwie
- Parafia Świętych Symeona i Anny w Narwie
  - Cerkiew Świętych Symeona i Anny w Narwie (przy domu pomocy)
- Parafia Zmartwychwstania Pańskiego w Narwie
  - Sobór Zmartwychwstania Pańskiego w Narwie
- Parafia Kazańskiej Ikony Matki Bożej w Narvie-Jõesuu
  - Cerkiew Kazańskiej Ikony Matki Bożej w Narvie-Jõesuu
- Parafia św. Włodzimierza Wielkiego w Narvie-Jõesuu
  - Cerkiew św. Włodzmierza Wielkiego w Narvie-Jõesuu
- Parafia Opieki Matki Bożej w Ninie
  - Cerkiew Opieki Matki Bożej w Ninie
- Parafia Spotkania Pańskiego w Varnji
  - Cerkiew Spotkania Pańskiego w Varnji